# 안산 선부동 지석묘군
선부동 지석묘군은 대한민국 경기도 안산시 단원구에 있다. 1991년 11월 2일 안산시의 향토유적 제2호로 지정되었다.

## 개요
1991년 시화공단정수장 건설지에 대한 지표조사 중 발견된 고인돌 5기가 있는 집단지역이다. 지석묘는 청동기시대에 살았던 사람들의 무덤으로 선돌과 함께 거석문화를 대표한다. 이 유적은 서쪽 약 200m 거리인 시화공단 정수장 구역내에 있던 11기의 지석묘와 유사한 성격으로 판단되고 민무늬토기가 산재되어 있는 것으로 보아 주거유적일 가능성이 크다.